# BOBBY (歌手)
BOBBY（1948年2月14日 - ）は、日本の女性歌手。ボビー表記もある。

## 来歴・人物
ロックンロールやリズム・アンド・ブルース（R&B）に惹かれ歌手を目指す。芸名はジャニス・ジョプリンの楽曲『Me and Bobby McGee』から。
1973年、ハード・ロック・バンド「ボビー&リトルマギー」を結成し、ヴォーカルを担当。このバンドで1975年に2枚のシングルを発売し、1975年から1976年にかけて数々のロック・コンサートに出演したが、1977年に解散。その後は約1年間、竹田和夫&オールスターズのヴォーカルを担当した。
1978年からは、ミノルタ・センターや栄川酒造のCMソング、TVの主題歌などで活躍し、1979年8月にはにっかつ映画『ワニ分署』の主題歌を担当。また、ゴダイゴを中心とした新レーベル“OUR JOY”に参加する。
1979年12月、映画『ルパン三世 カリオストロの城』の主題歌「炎のたからもの」を歌唱。ボビーの起用は作曲の大野雄二が特にこだわっていたといい、大野は後に「あれは本来もっと綺麗なソプラノで歌うべき歌なんだけど、わざとそういうシンガーを選ばなかった。それが聴き手からしたら（いい意味で）不思議な感じに聴こえるんじゃないかな」と語っている。
1980年頃から一時期はジェニカミュージックに所属し、アンディ小山らと「B.A.R」というグループを結成したこともあった。また「J coats」というバンドも結成していた他、松村雄策のラスト・ライヴに参加。同ライヴは後に「アンフィニッシュド・リメンバー」として音源化された。
2000年以降は、大阪府の南堀江でバーを経営している。
特技はスケートとダンス。スケートは、国体インターハイへの出場経験がある。
フジロックフェスティバルの創始者である日高正博がマネージャーを務めたことがある。

## ディスコグラフィー
| リリース            | タイトル            | レーベル                 | 型番                |
| ボビー&リトルマギー | ボビー&リトルマギー | ボビー&リトルマギー      | ボビー&リトルマギー |
| ------------------- | ------------------- | ------------------------ | ------------------- |
| 1975年              | 片道切符            | エピックレコードジャパン | ECLB-19             |
| 1975年              | ぬけがらの町        | エピックレコードジャパン | ECLB-25             |
| ソロ                |                     |                          |                     |
| 1979年              | 炎のたからもの      | 日本コロムビア           | YK-140-AX           |
| B.A.R               |                     |                          |                     |
| 1981年              | Boogie Woogie Taxi  | フィリップス・レコード   | 7PL-63              |
| 1982年              | B.A.R. de SWINGIN   | フィリップス・レコード   | 28PL-27             |

## 出演
- ヘアー